# New Houlka
New Houlka es un pueblo del Condado de Chickasaw, Misisipi, Estados Unidos. Según el censo de 2000 tenía una población de 710 habitantes y una densidad de población de 224.7 hab/km².

## Demografía
Según el censo de 2000, había 710 personas, 285 hogares y 186 familias residiendo en la localidad. La densidad de población era de 224,7 hab./km². Había 319 viviendas con una densidad media de 101,0 viviendas/km². El 74,23% de los habitantes eran blancos, el 24,79% afroamericanos, el 0,56% de otras razas y el 0,42% pertenecía a dos o más razas. El 1,97% de la población eran hispanos o latinos de cualquier raza.
Según el censo, de los 285 hogares en el 34,4% había menores de 18 años, el 43,5% pertenecía a parejas casadas, el 18,6% tenía a una mujer como cabeza de familia y el 34,7% no eran familias. El 31,9% de los hogares estaba compuesto por un único individuo y el 17,5% pertenecía a alguien mayor de 65 años viviendo solo. El tamaño promedio de los hogares era de 2,49 personas y el de las familias de 3,16.
La población estaba distribuida en un 29,4% de habitantes menores de 18 años, un 7,9% entre 18 y 24 años, un 28,9% de 25 a 44, un 19,3% de 45 a 64 y un 14,5% de 65 años o mayores. La media de edad era 34 años. Por cada 100 mujeres había 88,8 hombres. Por cada 100 mujeres de 18 años o más, había 80,9 hombres.
Los ingresos medios por hogar en la localidad eran de 20.417 dólares ($) y los ingresos medios por familia eran 28.958 $. Los hombres tenían unos ingresos medios de 22.353 $ frente a los 18.542 $ para las mujeres. La renta per cápita para la ciudad era de 10.812 $. El 24,7% de la población y el 20,0% de las familias estaban por debajo del umbral de pobreza. El 29,7% de los menores de 18 años y el 26,4% de los habitantes de 65 años o más vivían por debajo del umbral de pobreza.

## Geografía
Según la Oficina del Censo de los Estados Unidos, la localidad tiene un área total de 3,2 km², todos ellos correspondientes a tierra firme.